# 青海萝卜螺
青海萝卜螺（学名：Radix cucunorica）为椎实螺科萝卜螺属的动物，是中国的特有物种。分布于内蒙古、甘肃、青海、新疆、西藏等地，主要栖息于湖泊沿岸及小溪等水域内。